# Haddatha
Haddatha (arabisch حدّاثا, DMG Ḥaddāṯāⓘ) ist ein Dorf im Distrikt Bint Dschubail im Südlichen Libanon.

## Geschichte
1596 wurde das Dorf unter dem Namen „Hadata“, als Ort in der Osmanischen Nahiya (Verwaltungseinheit) Tibnin und dem Liwa' (Verwaltungsbezirk) Safed erwähnt. Damals war Haddatha ein Dorf mit 52 Haushalten, alle muslimischen Glaubens. Die Dorfbewohner bezahlten einen fixen Steuersatz von 25 % auf landwirtschaftliche Erzeugnisse; darunter: Weizen, Gerste, Baumobst, Ziegen und Bienenstöcke – darüber hinaus auf „gelegentliche Einnahmen“. Insgesamt wurden in diesem Jahr 4,640 Akçe an Steuern gesammelt.
Der Theologe Edward Robinson erwähnt Haddatha 1838 während seiner Reise durch die Region.
Im Jahre 1875 stellte Victor Guérin fest, dass es sich bei der gesamten Bevölkerung um Metualis (veraltet: Schiiten des Libanon) handelte.
Der 1881 vom PEF veranlasste Survey of Western Palestine (Zensus Westpalästinas) beschreibt Haddatha als: „Ein Dorf, aus Stein erbaut, von 150 Metawileh, auf dem Gipfel eines Hügels; einige Weintrauben, Feigen und Oliven und fruchtbare Kulturen; In der Nähe ist eine Quelle und im Dorf sind Zisternen; ein Birket (Wasserreservoir) für Vieh.“
Infolge des israelischen Einmarschs im Jahr 1982 wurde Haddatha Teil der israelischen Sicherheitszone. Am 24. Februar 1989 wurde ein irischer Soldat von Mitgliedern der von Israel unterstützten SLA erschossen. Zu diesem Zeitpunkt waren dort 600 irische Soldaten im Dienste der UNIFIL stationiert.
Während des Libanonkrieges 2006 bombardierte das israelische Militär ein Haus mit sechs Zivilisten, von denen alle starben. Das Alter der Opfer betrug 50 bis 80 Jahre.

## Persönlichkeiten
- Husayn Muruwwa, marxistischer Autor und Philosoph[9]